# Esgueva

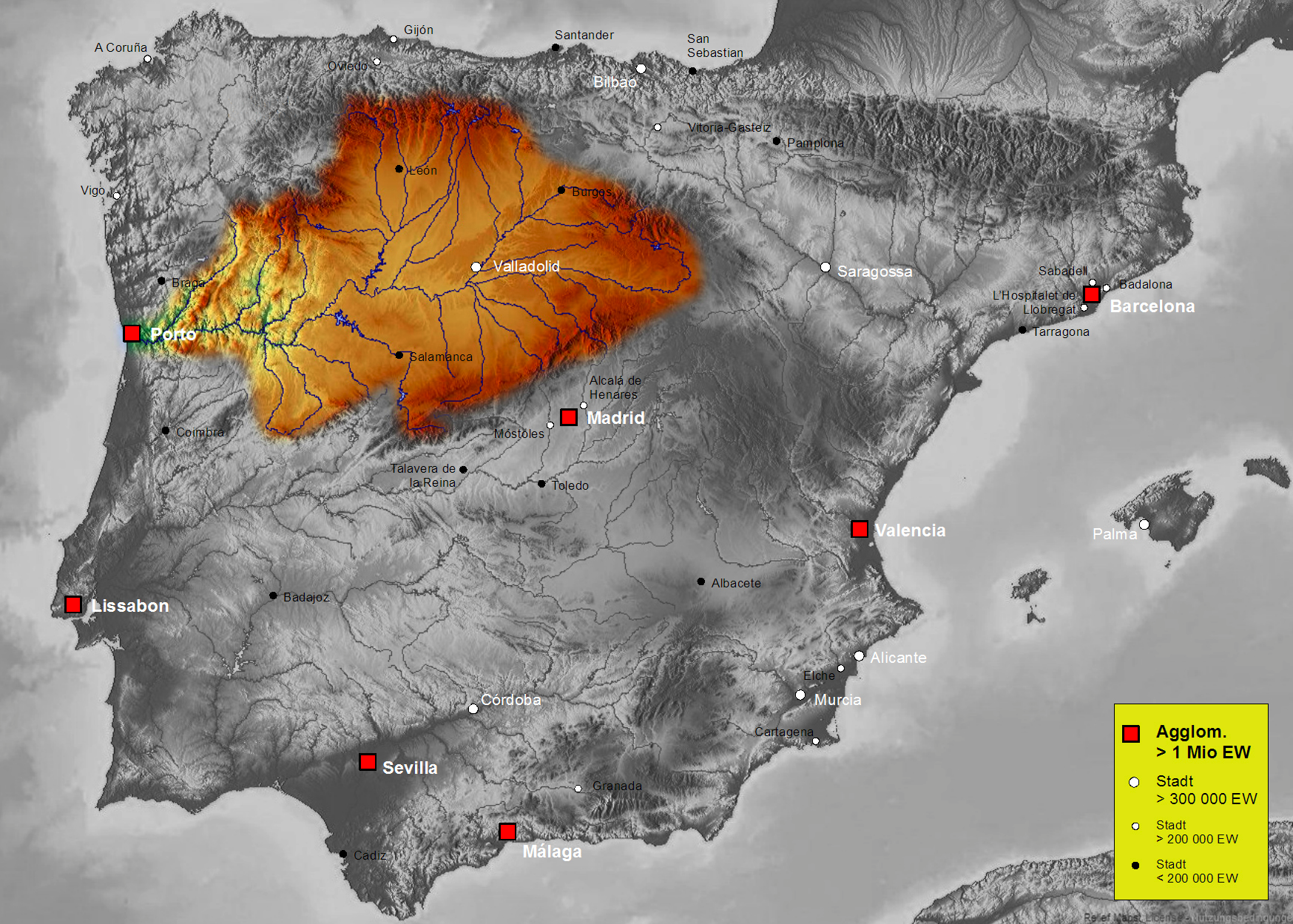
Einzugsgebiet (cuenca) des Duero

Der Rio Esgueva ist ein ca. 116 km langer Nebenfluss des Río Pisuerga. Er entspringt nahe der Ortschaft Espinosa de Cervera in der Sierra de la Demanda im Iberischen Gebirge und durchfließt in südwestlicher Richtung die Provinz Burgos. Nach einer kurzen Berührung des äußersten Südens der Provinz Palencia bei der Ortschaft Castrillo de Don Juan fließt er durch die Provinz Valladolid und mündet – begradigt und kanalisiert – im Norden des Stadtgebiets von Valladolid in den Río Pisuerga, der nach weiteren ca. 15 km in den Duero einmündet.

## Stauseen
- Embalse de Encinas de Esgueva
- Embalse de Tórtoles de Esgueva

## Orte
Der Río Esgueva durchfließt zahlreiche Orte und Gemeinden in den Provinzen Burgos und Valladolid.

## Sehenswürdigkeiten
Entlang des Flusses finden sich zahlreiche alte Ortschaften mit imposanten romanischen Kirchen. Außerdem gibt es einige Orte mit mittelalterlichen Burgen (castillos).

## Sonstiges
International bekannt ist der Schafskäse Flor de Esgueva, der heute jedoch überwiegend in den Molkereibetrieben von Peñafiel hergestellt wird.

## Einzelnachweise

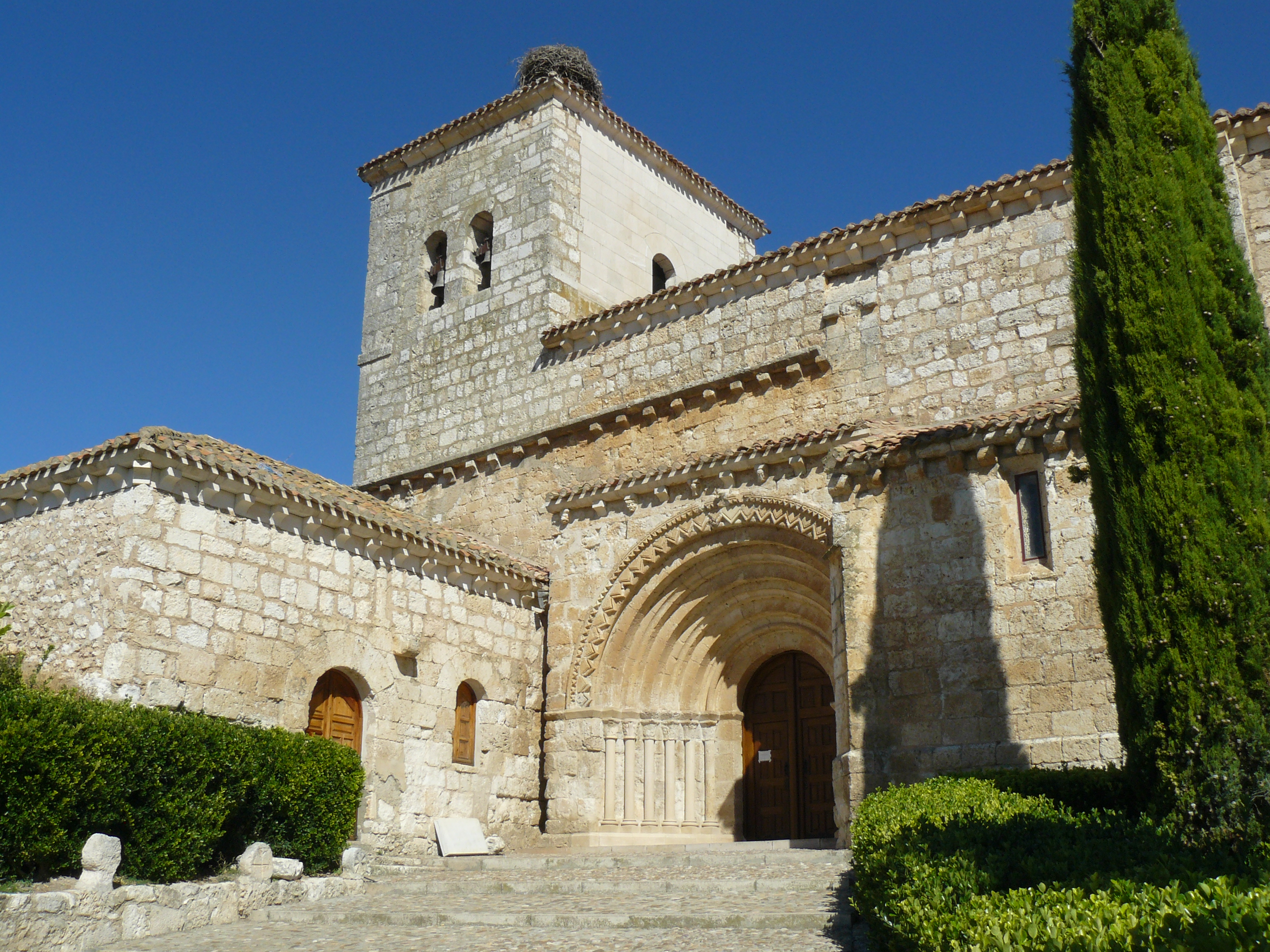
Kirche von Terradillos de Esgueva